# Drawsko
Drawsko (in tedesco Dratzig) è un comune rurale polacco del distretto di Czarnków e Trzcianka, nel voivodato della Grande Polonia.
Ricopre una superficie di 162,95 km² e nel 2004 contava 5 940 abitanti.